# Gieorgij Kozłow
Georgij Kiriłowicz Kozłow, ros. Георгий Кириллович Козлов (ur. 19 grudnia 1902?/1 stycznia 1903 w Siełjachach, zm. 21 grudnia 1970 w Leningradzie – radziecki wojskowy, generał porucznik.

## Życiorys
Urodził się we wsi Siełjachy w obwodzie brzeskim, Białorusin.
W 1918 roku wstąpił do Armii Czerwonej, brał udział w wojnie polsko-bolszewickiej i w tłumieniu buntu marynarzy w Kronsztadzie w 1921 roku.
W 1921 roku ukończył szkołę dowódców piechoty, a następnie był dowódcą plutonu i kompanii w Leningradzkiej Szkole Piechoty. W 1924 roku ukończył wojskową szkołę piechoty, a w 1933 roku Akademię Wojskową im. M. Frunzego. Po jej ukończeniu został szefem 1 oddziału dywizji piechoty, od 1934 dowódcą pułku piechoty a następnie wykładowcą w katedrze taktyki Wojskowej Akademii Transportu. 
W październiku 1940 roku został naczelnikiem wydziału szkolenia bojowego 7 Armii w Leningradzkim Okręgu Wojskowym. Po ataku Niemiec na ZSRR, dowodził grupą wojsk wydzieloną z 7 Armii w Karelii, w rejonie jez. Ładoga i miasta Suojärvi. We wrześniu 1941 roku dowodzona przez niego grupa została przekształcona w 27 Dywizję Strzelecką, którą dowodził do sierpnia 1942 roku. W sierpniu 1942 roku został szefem sztabu 26 Armii.
W maju 1943 roku był dowódcą 19 Armii, którą dowodził do marca 1945 roku. Armia ta zdobyła m.in. Bińcze. W tym czasie brał udział w walkach Frontu Karelskiego, a od stycznia 1945 roku 2 Frontu Białoruskiego. Od marca 1945 roku był członkiem Rady Wojennej 1 Frontu Ukraińskiego.
W sierpniu 1945 roku został zastępcą dowódcy 39 Armii Frontu Zabajkalskiego i brał udział w walkach przeciwko japońskiej Armii Kwantuńskiej. 
Po wojnie został szefem sztabu Przymorskiego Okręgu Wojskowego, pomocnikiem ds. wyszkolenia dowódcy Białomorskiego Okręgu Wojskowego, szefem sztabu Północnego Okręgu Wojskowego. 
Następnie w Wojskowej Akademii Tyłów i Transportu, kolejno szefem katedry taktyki, zastępcą komendanta Akademii, szefem wydziału i zastępcą szefa ds. dydaktycznych i naukowych. 
W 1965 roku został przeniesiony do rezerwy. Mieszkał w Leningradzie, gdzie zmarł.

## Awanse
- generał major
- generał porucznik (22 lutego 1944)

## Odznaczenia
- Order Lenina
- Order Czerwonego Sztandaru (czterokrotnie)
- Order Kutuzowa I klasy
- Order Kutuzowa II klasy